# Jalapa (Nicaragua)
Jalapa és un municipi del departament de Nueva Segovia de la República de Nicaragua. Es troba al nord de Nicaragua, a prop de la frontera amb Hondures.

## Demografia
El 2020 Jalapa tenia 71.998 habitants. De la població total, el 50,1% eren homes i el 49,9% eren dones. Gairebé el 56.7% de la població vivia a la zona urbana.del municipi. És el municipi més poblat de tot el departament.

## Història
Es va constituir com a municipi l'any 1891, durant l'administració del president Evaristo Carazo.
Durant la Revolució Sandinista Jalapa va ser el lloc de dos intents fallits de conquesta dels Contras que, finançats per la CIA, pretenien entrar a la ciutat i instal·lar-hi un govern provisional. Aquests intents van ser a finals de 1982 i el desembre de 1983, amb els què la CIA va informar que els contras serien immediatament reconegut pel govern dels Estats Units.

## Agermanaments
- Boulder, Colorado, des de 1987[3]
- Champigny-sur-Marne, Illa de França, des de 1983[4]